# Bruzio
Bruzio es una indicación geográfica italiana con denominación de origen protegida para los aceites de oliva vírgenes extra elaborados en la zona sur de la Provincia de Cosenza que, reuniendo las características definidas en su reglamento, hayan cumplido con todos los requisitos exigidos en el mismo. 

## Zona de producción
La zona de producción de los aceites de oliva amparados por la Denominación de Origen Bruzio está constituida por terrenos ubicados en la provincia de Cosenza.

## Denominación de origen
Desde 1997, el Bruzio es una denominación de origen protegida (PDO) ante la Unión Europea. A nivel internacional, cuenta con registro como denominación de origen, conforme al Sistema de Lisboa, ante la Organización Mundial de la Propiedad Intelectual, desde el 23 de octubre de 2014.